# Понтифік
Понти́фік (лат. pontifex, від pons, род. відм. pontis — «міст, поміст», і facere — «робити») — титул голови Католицької Церкви, Папи Римського.
Понтифік у Стародавньому Римі — член найвищої жрецької колегії (3—15 членів), які займалися загальнодержавними релігійними обрядами, складанням календаря, списку консулів тощо. Серед понтифіків відігравав головну роль Великий Понтифік (лат. Pontifex Maximus). Також існувала Колегія понтифіків, яка складалася з Великого понтифіка, Головної весталки, Священного царя (лат. rex sacrorum), та фламінів.

## Історія
Спочатку в Спочатку в Колегії було 5 понтифіків, після закону Огульнія 299 до н. е. — 9, після Сулли — 15, після Цезаря — 16. Загальним обов'язком понтифіків було збереження релігійної балансу (лат. pax deorum), тобто рівної міри шанування кожного бога. До закону Огульнія всі понтифіки були патриціями. Було також 3 молодших понтифіка (pontifices minores).
У Колегії понтифіків зосереджувалося знання і зберігання сакрального права (лат. ius pontificium), вироблялися правила його тлумачення (лат. commentarii pontificum), велися записи юридичних прецедентів і давалися компетентні юридичні поради.
Вважалося, що Понтифіки нібито побудували міст на палях, аби мати можливість приносити жертви на обох берегах Тибру, а на самому мосту творити священнодійства. В царський період Стародавньому Риму, коли склалася релігія, римський цар Нума Помпілій (715—672 до н. е.) вперше обрав чотирьох понтифіків з родів Рамнів (Ramnes) і Титіїв (Tities), до яких приєднався п'ятий, великий понтифік (Pontifex Maximus). У 300 до н. е. до них додалися ще чотири плебейських понтифіки. Римській диктатор Луцій Корнелій Сулла (138—78 до н. е.) збільшив цю колегію до 15 членів. У часи імператорів їх кількість не була постійною, оскільки монарх визначав склад колегії на власний розсуд.

## Релігійні обряди
Понтифіки дбали про те, щоб релігійні обряди не припинялися і відбувалися за єдиним встановленим зразком та у визначений час. Вони наглядали за жерцями та їхніми служителями, мали право призначати грошові штрафи і навіть засуджувати на смерть, але в такому разі обвинувачений мав право звертатися з апеляцією та одержати звільнення від покарання. Понтифіки опікувалися календарем і стежили, щоб священнодійства відбувалися у призначені дні й щоб свята не порушувалися виконанням певних робіт. Також, їм належала першість при вирішенні всіх справ, що стосувалися сакрального права(наприклад: освячення храмів, шлюбних справ, спадщини тощо.) Присутність понтифіків була необхідною на зборах з обрання царів або жерців, під час освячення храмів, жертовників, обітниць, молитов і добровільного приречення на смерть кого-небудь . У муніципіях та колоніях існували місцеві понтифіки.

## Головні понтифіки
Головна роль серед понтифіків належала великому імператору Юлію Цезарю, його було обрано в 60 до н. е., у 12 до н. е. — імператора Октавіана Августа . Відтоді титул «великий понтифік» входив до титулатури всіх римських імператорів, аж до Граціана (367—383 н. е.). З часом термін почав використовуватися у католицькій церкві. Верховним понтифіком називають Папу Римського, вкладаючи у цей титул значення «первосвященик» або «мостобудівничий» (між Землею і Небом). Владу і час правління кожного папи римського називають понтифікатом.